# وارنر روبينز
وارنر روبينز (بالإنجليزية: Warner Robins, Georgia)‏ هي مدينة تقع في مقاطعة هيوستون، جورجيا, مقاطعة بيتش، جورجيا بولاية جورجيا في الولايات المتحدة. تبلغ مساحة هذه المدينة 91.6 (كم²)، وترتفع عن سطح البحر 93 م، بلغ عدد سكانها 66588 نسمة في عام 2010 حسب إحصاء مكتب تعداد الولايات المتحدة.

## معرض صور

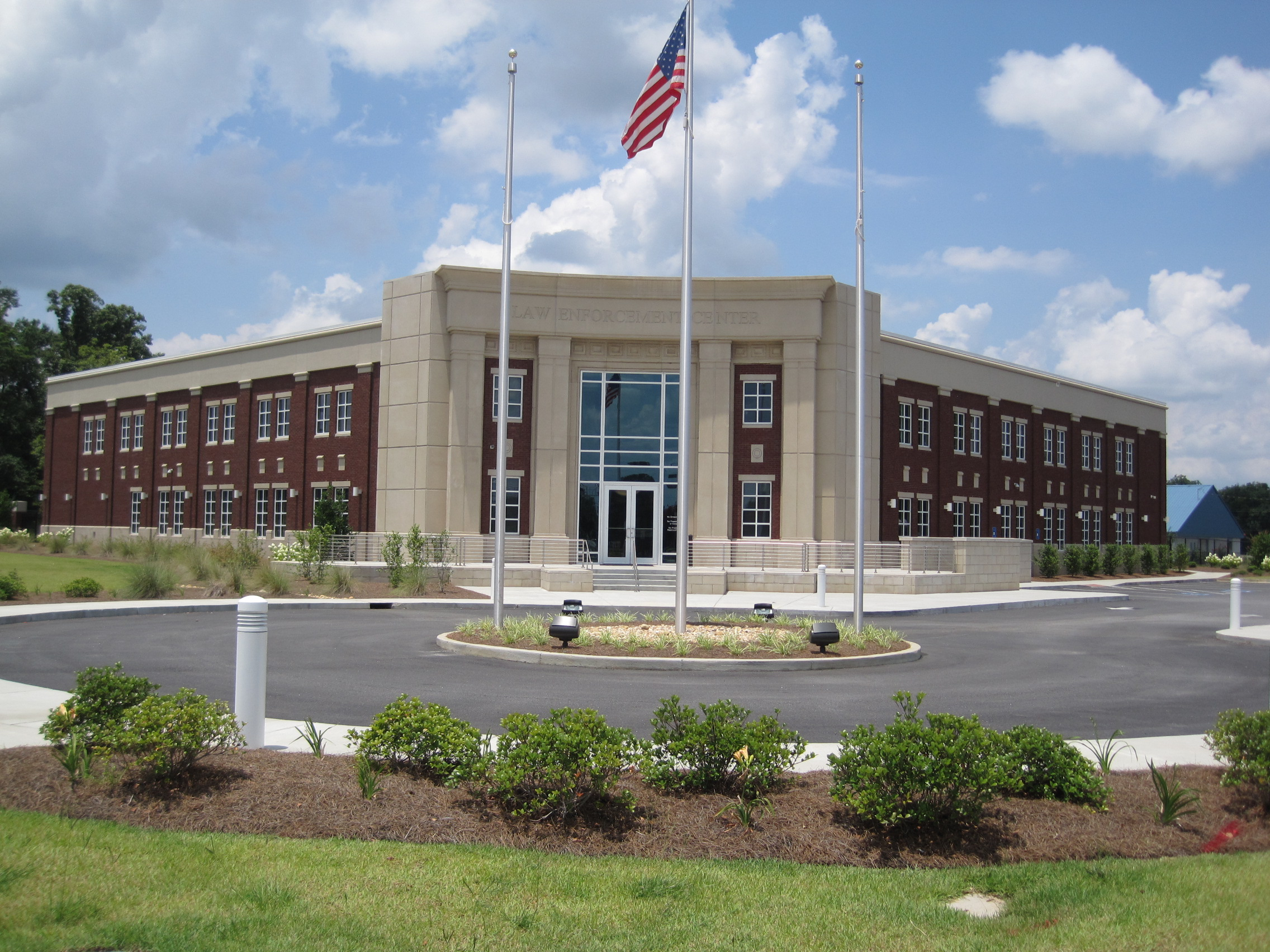
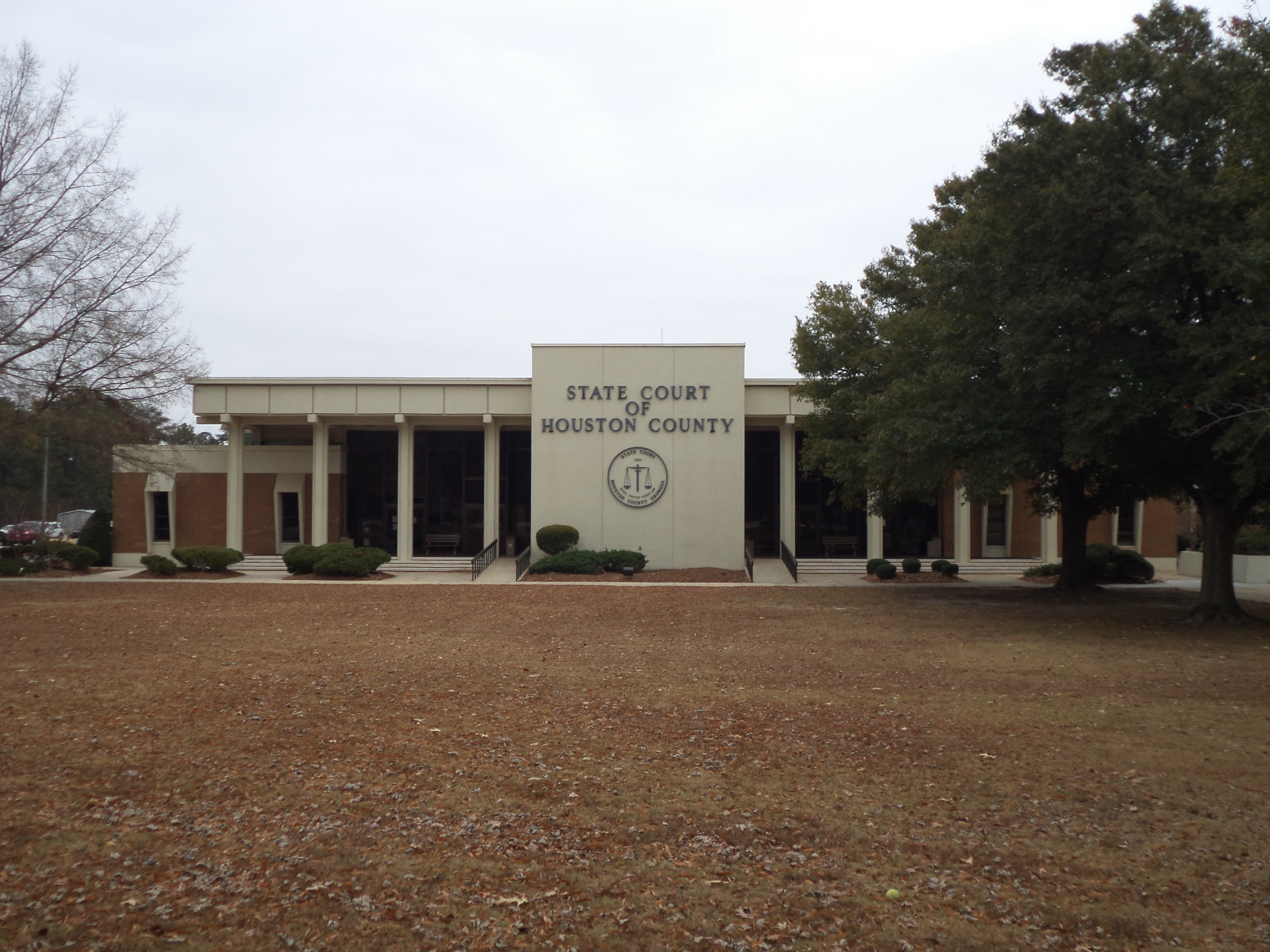
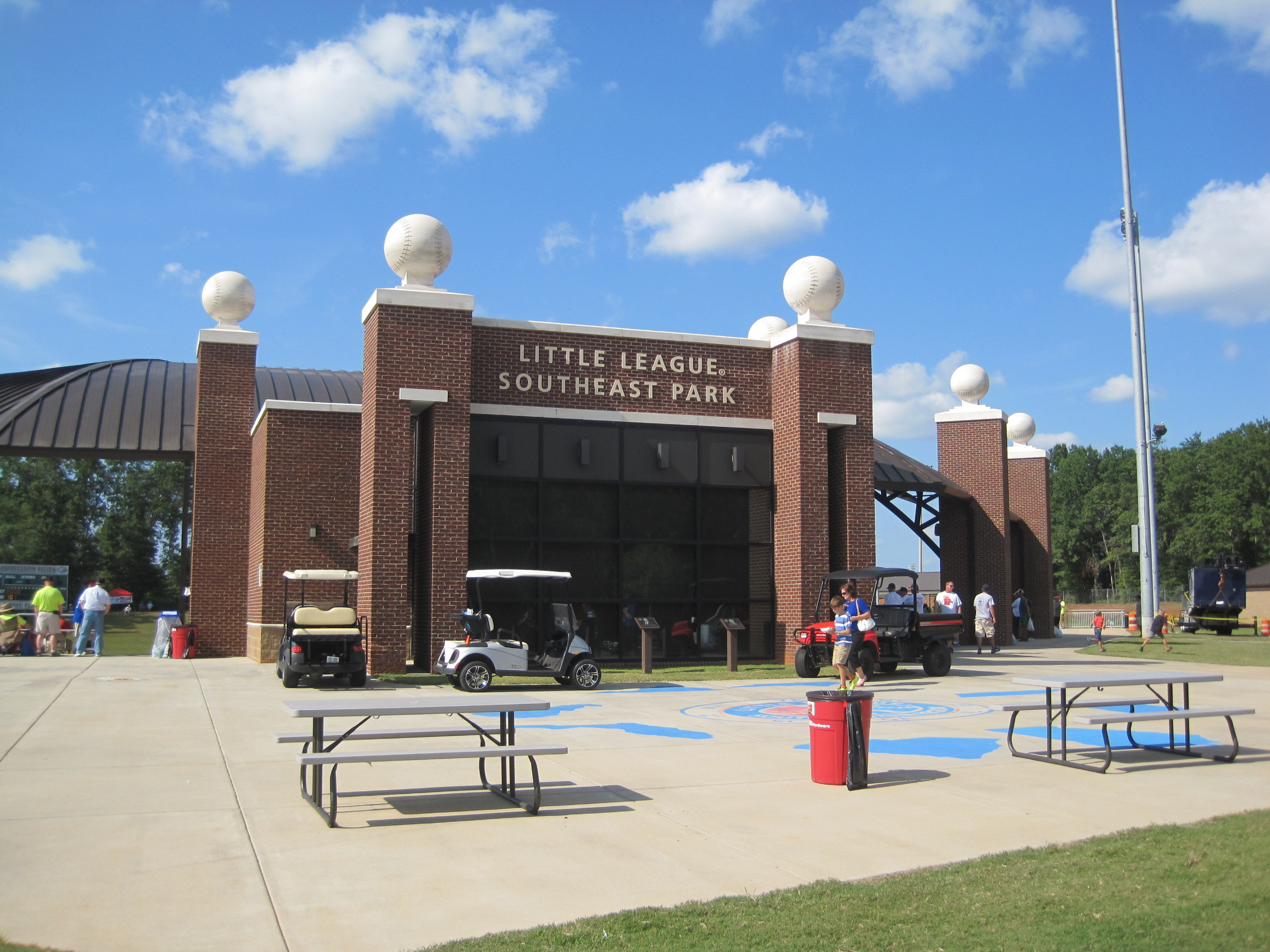
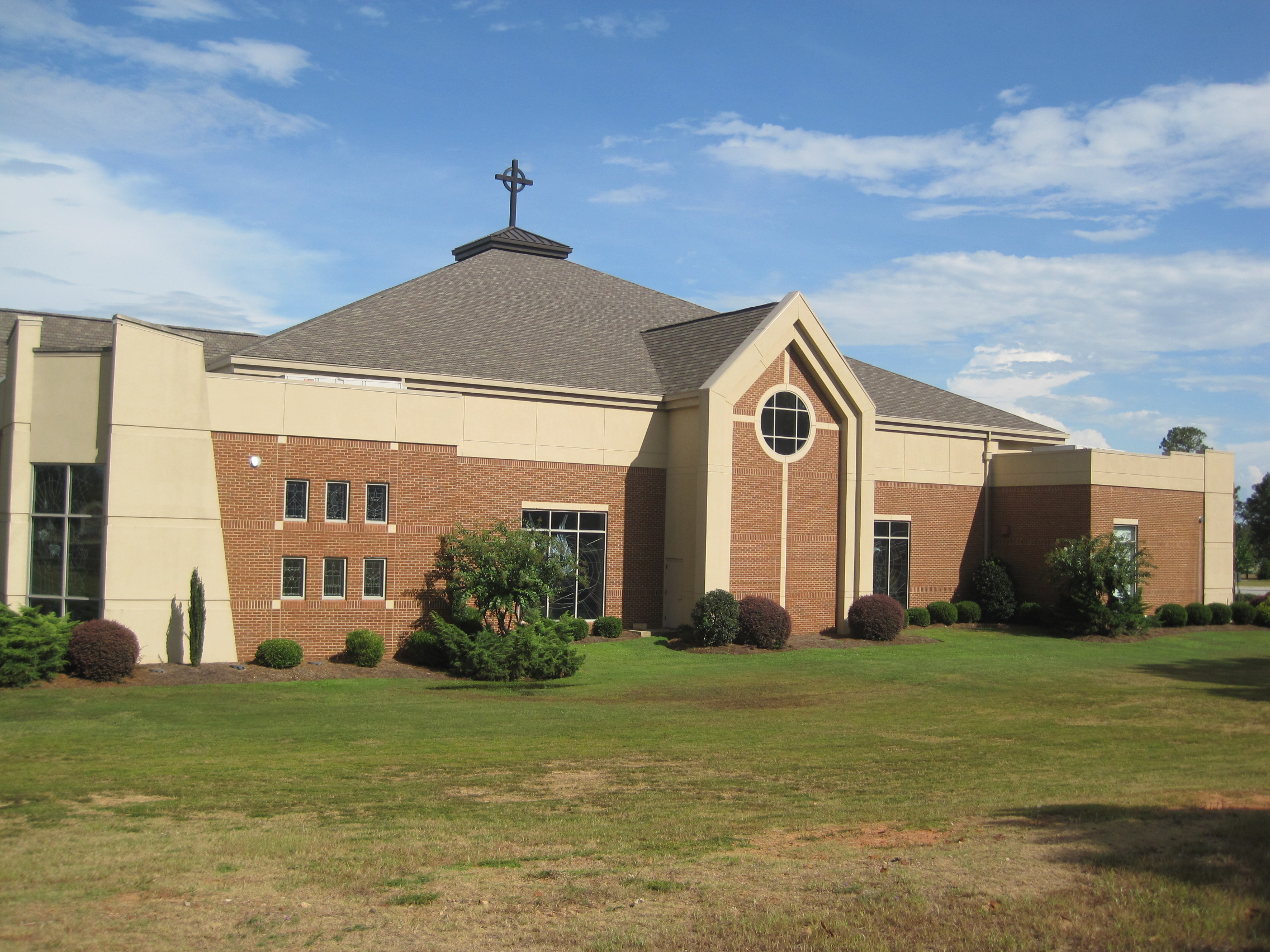

## أعلام
- بيتي كانترل
- بين سميث
- برنت بتوي
- روبرت لي سكوت جونيور
- نيل فورت
- إدوارد مارتن
- ستيفن نيلسون

## وصلات خارجية
- warner-robins.org
- Cities & Counties - Georgia.gov